# Hertha Berliner Sport-Club 1998-1999
Questa voce raccoglie le informazioni riguardanti il Hertha Berliner Sport-Club nelle competizioni ufficiali della stagione 1998-1999.

## Stagione
Nella stagione 1998-1999 l'Hertha Berlino, allenato da Jürgen Röber, concluse il campionato di Bundesliga al 3º posto. In Coppa di Germania l'Hertha Berlino fu eliminato agli ottavi di finale dal TeBe Berlino.

## Rosa
| N. |                        | Ruolo | Calciatore          |
| -- | ---------------------- | ----- | ------------------- |
| 1  | Ungheria (bandiera)    | P     | Gábor Király        |
| 2  | Germania (bandiera)    | D     | Hendrik Herzog      |
| 3  | Paesi Bassi (bandiera) | C     | Rob Maas            |
| 4  | Paesi Bassi (bandiera) | D     | Dick van Burik      |
| 6  | Islanda (bandiera)     | D     | Eyjólfur Sverrisson |
| 7  | Russia (bandiera)      | C     | Sergey Mandreko     |
| 8  | Germania (bandiera)    | C     | Dariusz Wosz        |
| 9  | Paesi Bassi (bandiera) | A     | Bryan Roy           |
| 10 | Norvegia (bandiera)    | C     | Kjetil Rekdal       |
| 11 | Germania (bandiera)    | A     | Michael Preetz      |
| 12 | Germania (bandiera)    | P     | Christian Fiedler   |
| 13 | Camerun (bandiera)     | A     | Alphonse Tchami     |
| 14 | Croazia (bandiera)     | C     | Ante Čović          |

| N. |                        | Ruolo | Calciatore        |
| -- | ---------------------- | ----- | ----------------- |
| 15 | Ghana (bandiera)       | D     | Christian Saba    |
| 16 | Germania (bandiera)    | C     | Sixten Veit       |
| 17 | Stati Uniti (bandiera) | D     | Tony Sanneh       |
| 18 | Ungheria (bandiera)    | C     | Pál Dárdai        |
| 19 | Germania (bandiera)    | C     | Andreas Schmidt   |
| 21 | Germania (bandiera)    | C     | Michael Hartmann  |
| 22 | Polonia (bandiera)     | A     | Piotr Reiss       |
| 23 | Germania (bandiera)    | C     | René Tretschok    |
| 25 | Croazia (bandiera)     | A     | Ilija Aračić      |
| 26 | Germania (bandiera)    | C     | Andreas Neuendorf |
| 27 | Germania (bandiera)    | A     | Andreas Thom      |
| 28 | Germania (bandiera)    | P     | Rene Renno        |
| 31 | Croazia (bandiera)     | A     | Ivica Olić        |

## Organigramma societario
Area tecnica
- Allenatore: Jürgen Röber
- Allenatore in seconda: Bernd Storck
- Preparatore dei portieri: Enver Marić
- Preparatori atletici:

## Calciomercato

### Sessione estiva
| Acquisti | Acquisti       | Acquisti          | Acquisti |
| R.       | Nome           | da                | Modalità |
| -------- | -------------- | ----------------- | -------- |
| D        | Christian Saba | Bayern Monaco     |          |
| C        | Rob Maas       | Arminia Bielefeld |          |
| A        | Ivica Olić     | Marsonia          |          |
| C        | René Tretschok | Colonia           |          |
| C        | Dariusz Wosz   | Bochum            |          |

| Cessioni | Cessioni              | Cessioni       | Cessioni |
| R.       | Nome                  | a              | Modalità |
| -------- | --------------------- | -------------- | -------- |
| C        | Christian Fährmann    | Karlsruhe      |          |
| C        | Michél Mazingu-Dinzey | Monaco 1860    |          |
| D        | Oliver Schmidt        | Greuther Fürth |          |

### Sessione invernale
| Acquisti | Acquisti     | Acquisti     | Acquisti |
| R.       | Nome         | da           | Modalità |
| -------- | ------------ | ------------ | -------- |
| A        | Ilija Aračić | TeBe Berlino |          |
| D        | Tony Sanneh  | D.C. United  |          |
| A        | Piotr Reiss  | Lech Poznań  |          |

| Cessioni | Cessioni       | Cessioni         | Cessioni |
| R.       | Nome           | a                | Modalità |
| -------- | -------------- | ---------------- | -------- |
| C        | Marc Arnold    | Karlsruhe        |          |
| D        | Steffen Karl   | St. Pauli        |          |
| A        | Carsten Lakies | Waldhof Mannheim |          |

## Risultati

### Bundesliga

#### Girone di andata
| Arbitro: | Steinborn |

|            |           |  |
| Preetz 54’ | Marcatori |  |

| Arbitro: | Stark |

|                             |           |  |
| Barbarez 39’, 52’ Salou 55’ | Marcatori |  |

| Arbitro: | Wack |

|                                 |           |  |
| Rekdal 65’ (rig.) Tretschok 75’ | Marcatori |  |

| Arbitro: | Dardenne |

|                                              |           |                             |
| Marschall 5’, 68’ Schjønberg 71’ (rig.), 82’ | Marcatori | 1’ Veit 45’ Thom 54’ Dárdai |

| Arbitro: | Zerr |

|                            |           |          |
| Preetz 27’, 55’ Tchami 81’ | Marcatori | 14’ Yang |

| Arbitro: | Merk |

|                       |           |  |
| Ouakili 2’ Hobsch 46’ | Marcatori |  |

| Arbitro: | Buchhart |

|                               |           |             |
| Veit 12’ Preetz 58’, 81’, 88’ | Marcatori | 24’ Polster |

| Stoccarda 17 ottobre 1998, ore 15:30 CEST 8ª giornata | Stoccarda | 0 – 0 referto | Hertha Berlino | Gottlieb-Daimler-Stadion (31 000 spett.)\| Arbitro: \| Keßler \| |
| Arbitro:                                              | Keßler    |               |                |                                                                  |

| Duisburg 25 ottobre 1998, ore 18:00 CEST 9ª giornata | Duisburg | 0 – 0 referto | Hertha Berlino | Wedaustadion (13 430 spett.)\| Arbitro: \| Wagner \| |
| Arbitro:                                             | Wagner   |               |                |                                                      |

| Arbitro: | Aust |

|                                 |           |  |
| Mandreko 9’ Veit 17’ Tchami 44’ | Marcatori |  |

| Arbitro: | Fleischer |

|                            |           |  |
| Sundermann 60’ Drinčić 89’ | Marcatori |  |

| Arbitro: | Koop |

|  |           |            |
|  | Marcatori | 73’ Meijer |

| Arbitro: | Berg |

|                         |           |              |
| Juskowiak 24’ Nowak 41’ | Marcatori | 5’ Tretschok |

| Arbitro: | Kemmling |

|            |           |  |
| Preetz 68’ | Marcatori |  |

| Arbitro: | Strampe |

|            |           |                     |
| Radwan 89’ | Marcatori | 51’ Veit 55’ Preetz |

| Arbitro: | Weber |

|  |           |                                             |
|  | Marcatori | 22’ Reiss 50’ Wosz 79’ Tretschok 84’ Preetz |

| Arbitro: | Wagner |

|            |           |  |
| Preetz 27’ | Marcatori |  |

#### Girone di ritorno
| Arbitro: | Fleischer |

|                     |           |            |
| Bogdanović 45’, 47’ | Marcatori | 46’ Preetz |

| Arbitro: | Albrecht |

|                            |           |  |
| Aračić 70’, 82’ Preetz 83’ | Marcatori |  |

| Gelsenkirchen 28 febbraio 1999, ore 18:00 CET 20ª giornata | Schalke 04 | 0 – 0 referto | Hertha Berlino | Parkstadion (41 100 spett.)\| Arbitro: \| Wack \| |
| Arbitro:                                                   | Wack       |               |                |                                                   |

| Arbitro: | Heynemann |

|            |           |            |
| Preetz 79’ | Marcatori | 2’ Ballack |

| Arbitro: | Aust |

|          |           |                |
| Yang 73’ | Marcatori | 59’ Sverrisson |

| Arbitro: | Jansen |

|                                 |           |             |
| Preetz 10’ (rig.) Tretschok 79’ | Marcatori | 24’ Winkler |

| Arbitro: | Stark |

|                   |           |                                                |
| Witeczek 53’, 59’ | Marcatori | 34’, 71’ (rig.) Preetz 66’ Thom 77’ Sverrisson |

| Arbitro: | Weber |

|                          |           |  |
| Aračić 57’ Neuendorf 73’ | Marcatori |  |

| Arbitro: | Fandel |

|            |           |                                            |
| Preetz 70’ | Marcatori | 18’ Wolters 50’ (aut.) van Burik 79’ Wedau |

| Norimberga 17 aprile 1999, ore 15:30 CEST 27ª giornata | Norimberga | 0 – 0 referto | Hertha Berlino | Frankenstadion (33 000 spett.)\| Arbitro: \| Zerr \| |
| Arbitro:                                               | Zerr       |               |                |                                                      |

| Arbitro: | Buchhart |

|                                       |           |             |
| Wosz 14’, 80’ Herzog 18’ Hartmann 37’ | Marcatori | 72’ Buckley |

| Arbitro: | Strampe |

|                        |           |                               |
| Ramelow 8’ Emerson 46’ | Marcatori | 25’ (aut.) Nowotny 52’ Herzog |

| Arbitro: | Aust |

|                 |           |  |
| Preetz 32’, 74’ | Marcatori |  |

| Arbitro: | Koop |

|             |           |             |
| Jancker 12’ | Marcatori | 72’ Schmidt |

| Arbitro: | Stark |

|                            |           |  |
| Neuendorf 75’ Hartmann 83’ | Marcatori |  |

| Arbitro: | Dardenne |

|  |           |                       |
|  | Marcatori | 27’ Preetz 70’ Aračić |

| Arbitro: | Weber |

|                                                              |           |            |
| Preetz 6’, 51’ (rig.), 86’ Aračić 55’ Neuendorf 69’ Thom 75’ | Marcatori | 52’ Yeboah |

### Coppa di Germania
| Arbitro: | Lange |

|  |           |                              |
|  | Marcatori | 36’ Sverrisson 56’ Tretschok |

| Arbitro: | Strampe |

|                                     |                      |                                   |
| Rink 25’                            | Marcatori            | 24’ Preetz                        |
| Kirsten Heintze Mamić Rink Beinlich | Tiri di rigore 3 – 4 | Rekdal Thom Veit Tretschok Preetz |

| Arbitro: | Jansen |

|                                        |           |                     |
| Aračić 32’, 59’ Copado 41’ Kovacec 57’ | Marcatori | 12’ Thom 68’ Tchami |

## Statistiche

### Statistiche di squadra
| Competizione      | Punti | In casa | In casa | In casa | In casa | In casa | In casa | In trasferta | In trasferta | In trasferta | In trasferta | In trasferta | In trasferta | Totale | Totale | Totale | Totale | Totale | Totale | DR  |
| Competizione      | Punti | G       | V       | N       | P       | Gf      | Gs      | G            | V            | N            | P            | Gf           | Gs           | G      | V      | N      | P      | Gf     | Gs     | DR  |
| ----------------- | ----- | ------- | ------- | ------- | ------- | ------- | ------- | ------------ | ------------ | ------------ | ------------ | ------------ | ------------ | ------ | ------ | ------ | ------ | ------ | ------ | --- |
| Bundesliga        | 62    | 17      | 14      | 1       | 2       | 38      | 10      | 17           | 4            | 7            | 6            | 21           | 22           | 34     | 18     | 8      | 8      | 59     | 32     | +27 |
| Coppa di Germania | -     | 0       | 0       | 0       | 0       | 0       | 0       | 3            | 1            | 1            | 1            | 5            | 5            | 3      | 1      | 1      | 1      | 5      | 5      | 0   |
| Totale            | 62    | 17      | 14      | 1       | 2       | 38      | 10      | 20           | 5            | 8            | 7            | 26           | 27           | 37     | 19     | 9      | 9      | 64     | 37     | +27 |

### Andamento in campionato
| Giornata  | 1 | 2  | 3 | 4 | 5 | 6 | 7 | 8 | 9 | 10 | 11 | 12 | 13 | 14 | 15 | 16 | 17 | 18 | 19 | 20 | 21 | 22 | 23 | 24 | 25 | 26 | 27 | 28 | 29 | 30 | 31 | 32 | 33 | 34 |
| --------- | - | -- | - | - | - | - | - | - | - | -- | -- | -- | -- | -- | -- | -- | -- | -- | -- | -- | -- | -- | -- | -- | -- | -- | -- | -- | -- | -- | -- | -- | -- | -- |
| Luogo     | C | T  | C | T | C | T | C | T | T | C  | T  | C  | T  | C  | T  | T  | C  | T  | C  | T  | C  | T  | C  | T  | C  | C  | T  | C  | T  | C  | T  | C  | T  | C  |
| Risultato | V | P  | V | P | V | P | V | N | N | V  | P  | P  | P  | V  | V  | V  | V  | P  | V  | N  | N  | N  | V  | V  | V  | P  | N  | V  | N  | V  | N  | V  | V  | V  |
| Posizione | 7 | 12 | 4 | 8 | 4 | 9 | 4 | 5 | 5 | 4  | 6  | 8  | 7  | 7  | 7  | 5  | 5  | 6  | 5  | 5  | 6  | 7  | 5  | 4  | 4  | 4  | 4  | 3  | 3  | 3  | 3  | 3  | 3  | 3  |

Legenda:

Luogo: C = Casa; T = Trasferta. Risultato: V = Vittoria; N = Pareggio; P = Sconfitta.

### Statistiche dei giocatori
| Giocatore     | Bundesliga | Bundesliga | Bundesliga  | Bundesliga | Coppa di Germania | Coppa di Germania | Coppa di Germania | Coppa di Germania | Totale   | Totale | Totale      | Totale     |
| Giocatore     | Presenze   | Reti       | Ammonizioni | Espulsioni | Presenze          | Reti              | Ammonizioni       | Espulsioni        | Presenze | Reti   | Ammonizioni | Espulsioni |
| ------------- | ---------- | ---------- | ----------- | ---------- | ----------------- | ----------------- | ----------------- | ----------------- | -------- | ------ | ----------- | ---------- |
| I. Aračić     | 13         | 5          | 0           | 0          | 0                 | 0                 | 0                 | 0                 | 13       | 5      | 0           | 0          |
| M. Arnold     | 0          | 0          | 0           | 0          | 0                 | 0                 | 0                 | 0                 | 0        | 0      | 0           | 0          |
| P. Dárdai     | 21         | 1          | 1           | 0          | 3                 | 0                 | 1                 | 0                 | 24       | 1      | 2           | 0          |
| C. Fiedler    | 0          | 0          | 0           | 0          | 0                 | 0                 | 0                 | 0                 | 0        | 0      | 0           | 0          |
| M. Hartmann   | 27         | 2          | 4           | 0          | 2                 | 0                 | 0                 | 0                 | 29       | 2      | 4           | 0          |
| H. Herzog     | 26         | 2          | 9           | 1          | 3                 | 0                 | 1                 | 0                 | 29       | 2      | 10          | 1          |
| S. Karl       | 0          | 0          | 0           | 0          | 0                 | 0                 | 0                 | 0                 | 0        | 0      | 0           | 0          |
| G. Király     | 34         | 0          | 2           | 0          | 3                 | 0                 | 0                 | 0                 | 37       | 0      | 2           | 0          |
| C. Lakies     | 0          | 0          | 0           | 0          | 0                 | 0                 | 0                 | 0                 | 0        | 0      | 0           | 0          |
| R. Maas       | 6          | 0          | 2           | 0          | 0                 | 0                 | 0                 | 0                 | 6        | 0      | 2           | 0          |
| S. Mandreko   | 13         | 1          | 3           | 0          | 2                 | 0                 | 1                 | 0                 | 15       | 1      | 4           | 0          |
| A. Neuendorf  | 14         | 3          | 6           | 0          | 0                 | 0                 | 0                 | 0                 | 14       | 3      | 6           | 0          |
| I. Olić       | 2          | 0          | 0           | 0          | 1                 | 0                 | 0                 | 0                 | 3        | 0      | 0           | 0          |
| M. Preetz     | 34         | 23         | 2           | 0          | 2                 | 1                 | 0                 | 0                 | 36       | 24     | 2           | 0          |
| P. Reiss      | 10         | 1          | 1           | 0          | 0                 | 0                 | 0                 | 0                 | 10       | 1      | 1           | 0          |
| K. Rekdal     | 24         | 1          | 6           | 0          | 3                 | 0                 | 2                 | 0                 | 27       | 1      | 8           | 0          |
| R. Renno      | 0          | 0          | 0           | 0          | 0                 | 0                 | 0                 | 0                 | 0        | 0      | 0           | 0          |
| B. Roy        | 7          | 0          | 0           | 0          | 1                 | 0                 | 0                 | 0                 | 8        | 0      | 0           | 0          |
| C. Saba       | 1          | 0          | 0           | 0          | 0                 | 0                 | 0                 | 0                 | 1        | 0      | 0           | 0          |
| T. Sanneh     | 5          | 0          | 0           | 0          | 0                 | 0                 | 0                 | 0                 | 5        | 0      | 0           | 0          |
| A. Schmidt    | 27         | 1          | 2           | 0          | 3                 | 0                 | 0                 | 0                 | 30       | 1      | 2           | 0          |
| E. Sverrisson | 27         | 2          | 5           | 0          | 2                 | 1                 | 0                 | 0                 | 29       | 3      | 5           | 0          |
| A. Tchami     | 11         | 2          | 0           | 0          | 2                 | 1                 | 0                 | 0                 | 13       | 3      | 0           | 0          |
| A. Thom       | 28         | 3          | 6           | 1          | 3                 | 1                 | 0                 | 0                 | 31       | 4      | 6           | 1          |
| R. Tretschok  | 32         | 4          | 6           | 0          | 3                 | 1                 | 2                 | 0                 | 35       | 5      | 8           | 0          |
| S. Veit       | 25         | 4          | 7           | 1          | 2                 | 0                 | 0                 | 0                 | 27       | 4      | 7           | 1          |
| D. Wosz       | 31         | 3          | 7           | 1          | 3                 | 0                 | 1                 | 0                 | 34       | 3      | 8           | 1          |
| D. van Burik  | 24         | 0          | 2           | 1          | 1                 | 0                 | 0                 | 0                 | 25       | 0      | 2           | 1          |
| A. Čović      | 13         | 0          | 2           | 0          | 2                 | 0                 | 0                 | 0                 | 15       | 0      | 2           | 0          |